# Font de la Veça
La Font de la Veça, en alguns mapes grafiat, per error, Font de la Bessa, és una font del terme municipal de Sant Esteve de la Sarga, del Pallars Jussà, dins del territori del poble d'Alzina.
Està situada a 1.218 m d'altitud, en els contraforts septentrionals del Montsec d'Ares, concretament a la zona del Montsec d'Alzina. És en un lloc enlairat i de difícil accés, a la dreta del barranc de la Font de la Veça, en un indret emboscat i perdedor.